# Atrichopleura nitida
Atrichopleura nitida är en tvåvingeart som beskrevs av Mario Bezzi 1909. Atrichopleura nitida ingår i släktet Atrichopleura och familjen dansflugor. Inga underarter finns listade i Catalogue of Life.